# Dark Figure of Crime
Pour plus de détails, voir Fiche technique et Distribution.
Dark Figure of Crime (hangeul : 암수살인 ; RR : Amsusalin ; littéralement, « Meurtres inconnus ») est un thriller dramatique sud-coréen co-écrit et réalisé par Kim Tae-gyun, sorti le 3 octobre 2018 en Corée du Sud,. Il est vaguement basé sur le 869e épisode de l'émission de télévision Unanswered qui raconte une histoire vraie s'étant passée à Pusan, où des meurtres n'ont jamais été rapportés, des corps jamais retrouvés et des enquêtes n'ayant jamais eu lieu,. Les familles des victimes ont essayé d'interdire la sortie du film en portant l'affaire devant les tribunaux car il représentait avec exactitude et sans leur consentement les faits et les meurtres de leurs proches. Elles retirent finalement leurs plaintes le 1er octobre 2018 après avoir reçu les excuses solennelles de l'équipe de production.
Il totalise plus de 3,7 millions d'entrées au box-office sud-coréen de 2018 pour 28,3 millions $ de recettes.
L'expression dark figure of crime (en) (la « face obscure du crime ») est un terme utilisé en anglais pour désigner les crimes non signalés ou non découverts.

## Synopsis
Un policier et un homme ayant avoué plusieurs meurtres se lancent dans une violente confrontation.

## Distribution

### Principale
- Kim Yoon-seok[7] : Kim Hyung-min
- Ju Ji-hoon[7] : Kang Tae-oh

### Secondaire
- Jin Seon-kyu[8] : L'inspecteur Jo
- Heo Jin : La grand-mère de Ji-hee
- Kwon So-hyun (en) : Oh Ji-hee
- Kim Jong-soo : Le capitaine Ma-soo
- Lee Bong-ryun : Kang Sook-ja
- Bae Hae-sun : Park Mi-young
- Jung Jong-joon : L'inspecteur Chief
- Kim Joong-ki : Un avocat
- Kim Young-woong : Jung-bong
- Jung Ki-sub : L'inspecteur Han
- Jeon Gook-hwan : Le père de Hyung-min
- Won Hyun-joon : Kim Ok-chul

### Apparition spéciale
- Moon Jeong-hui (en)[9] : Kim Soo-min
- Ko Chang-seok : Le capitaine Jam-soo

## Production
Après avoir vu l'épisode de Unanswered, Kim Tae-gyun commence à travailler sur son scénario qu'il termine au bout de cinq ans. Pendant ce temps, il rencontre fréquemment le véritable policier de l'affaire pour l'interroger. Le tournage principal commence le 14 août 2017 à Pusan et se termine le 6 novembre.

## Sortie
Le film sort en Corée du Sud le 3 octobre 2018 en même temps que les films américains Venom, Jean-Christophe et Winnie et Sherlock Gnomes,.
Le 20 août 2018, le film reçoit une interdiction aux moins de 19 ans du Korea Media Rating Board. Répondant aux médias, la société de production du film déclare que le film ne contenait pas de contenu repoussant « aussi puissant » (comme la violence et le gore) et estime qu'il est plus léger que deux autres films diffusés en 2018 comme Believer ou The Witch : 1ère partie. Subversion qui ont reçu une interdiction aux moins de 15 ans non-accompagnés. Prenant en compte cela, le film est ré-éxaminé et bénéficie finalement de la même classification, sans changement sur sa date de sortie, avec une coupe de 2 minutes,
Le film est sélectionné pour l'ouverture du 3e Festival du film de l'Asie de l'Est à Londres, qui se tient du 25 octobre au 4 novembre 2018,.

## Réception

### Critique
Le film reçoit dans l'ensemble des critiques positives saluant la mise en scène de Kim, le jeu des acteurs et l'intrigue,.
Yoon Min-sik du The Korea Herald écrit : « C’est un film rare, avec une réalisation et un jeu d’action forts, qui raconte une histoire captivante avec du suspense. Le mystère séduit les spectateurs qui sont aspirés par l’intrigue. Le portrait d’un tueur psychopathe par Ju est étonnamment convaincant et précis. Tandis que son partenaire Kim est aussi brillant que prévu ».
Park Bo-ram de Yonhap écrit : « L'interaction féroce entre les deux personnages principaux, dépeinte par deux acteurs sans doute au sommet de leur carrière d'acteurs, forme le cœur du film et le distingue des autres films policiers qui jouent sur des scènes d'action cathartique ou l'image d'inspecteurs de la police ».

### Box-office
Le film termine deuxième lors de son premier jour d'exploitation, attirant 438 941 spectateurs pour 3,4 millions $ de recettes, Venom arrivant en tête. Son deuxième jour d'exploitation est le meilleur de l'année après celui de Along With the Gods : Les 49 Derniers Jours. Le 6 octobre, 4 jours après sa sortie, le film dépasse le million d'entrées. Au cours de son premier week-end, le film attire 995 752 spectateurs et termine à la deuxième place, toujours derrière Venom.
Le 9 octobre, le film dépasse son point de rentabilité avec 2 millions d'entrées. Au cours de son deuxième week-end, le film dépasse les 552 983 spectateurs au box-office pour 4,4 millions $ de recettes, mais avec une baisse de 44% de son chiffre d'affaires brut par rapport à son premier week-end, reléguant cependant Venom à la seconde place.
Le film dépasse les 3 millions d'entrées le 17 octobre, après 7 jours consécutifs de succès au box-office. Au cours de son troisième week-end, le film retombe à la deuxième place avec 2,5 millions $ de recettes et 311 620 spectateurs, derrière First Man : Le Premier Homme sur la Lune. Le film attire plus de 161 156 spectateurs lors de son quatrième week-end et termine deuxième derrière Rampant. C’est le troisième film (le deuxième film coréen) de cette année à se maintenir dans les deux premières places du box office pendant 4 week-end consécutifs, après Keys to the Heart et Avengers: Infinity War.
Au 28 octobre 2018, le film avait attiré au total 3 687 549 spectateurs.

## Controverse
Le 20 septembre 2018, la sœur d’une victime dépose une injonction auprès de la Cour suprême de Corée pour interdire la sortie du film, se plaignant que l'équipe de production n'ait pas demandé la permission de raconter l'histoire du meurtre de son frère. La famille est également contrariée par le fait que le film n'a modifié que l'année de l'histoire en 2012 (l'affaire du meurtre a eu lieu en 2007) et que certains éléments du film ressemblent beaucoup à l'affaire, comme l'âge du condamné et sa méthode d'assassinat.
En réponse à la controverse, l'équipe de production publie une déclaration officielle d'excuses à la famille le 21 septembre 2018, indiquant qu'ils avaient fait preuve de négligence envers la famille et qu'ils correspondraient immédiatement avec elle.
Le 27 septembre 2018, le membre de la famille d'une autre victime partage un message sur son compte de réseau social et attire l'attention des médias. Il était apparu dans le 869e épisode de Unanswered en 2012 qui portait sur le meurtre de sa mère et d'autres victimes. Il écrit les raisons pour lesquelles il est apparu dans cette émission et manifeste également son soutien à la sortie de Dark Figure of Crime, affirmant que le film attirerait l'attention sur les crimes non signalés.
Le 28 septembre 2018, la Cour suprême de Corée du Sud tient la première audience entre la société de production et la famille de la victime afin de décider si la sortie du film serait interdite. Le tribunal visionne le film pendant environ 50 minutes, en se concentrant sur les problèmes soulevés par les familles des victimes. Selon elles, le film reproduit près de 99% des méthodes criminelles utilisées, les lieux, l'heure et les blessures des victimes. Le tribunal annonce qu'il publiera sa décision le 1er octobre 2018.
Le 1er octobre 2018, les familles des victimes retirent leur demande d'interdiction de sortie, après avoir reçu des excuses sincères de la part de la société de production et avoir également pris en compte l'intention du film de sensibiliser davantage le public aux crimes non signalés.

## Récompenses et nominations
| Prix                                             | Catégorie         | Récipiendaire                 | Issue   | Réf.   |
| ------------------------------------------------ | ----------------- | ----------------------------- | ------- | ------ |
| 38e Korean Association of Film Critics Awards    | Top 11 Films      | Dark Figure of Crime          | Lauréat | [ 29 ] |
| 38e Korean Association of Film Critics Awards    | Meilleur scénario | Kwak Kyung-taek, Kim Tae-kyun | Lauréat | [ 29 ] |
| 3e Festival du film de l'Asie de l'Est à Londres | meilleur acteur   | Kim Yoon-seok                 | Lauréat | [ 30 ] |